# Bangey Heights
Die Bangey Heights (englisch; bulgarisch Бангейски възвишения Bangejski waswischenija) sind ein in südwest-nordöstlicher Ausdehnung 12 km langes, 10 km breites und im Bezden Peak bis zu 2400 m hohes Gebirge im westantarktischen Ellsworthland. Im nordzentralen Teil der Sentinel Range im Ellsworthgebirge wird es westlich durch den Patlejna-Gletscher, nordwestlich und nordöstlich durch den Embree-Gletscher sowie südöstlich durch den Kopsis-Gletscher begrenzt. Der Chepino Saddle verbindet es südwestlich mit dem Probuda Ridge, das Panicheri Gap nach Süden mit den Maglenik Heights.
US-amerikanische Wissenschaftler kartierten das Gebirge 1988. Die bulgarische Kommission für Antarktische Geographische Namen benannte es 2011 nach der Ortschaft Bangejzi im Norden Bulgariens.